# Al-Mizza
al-Mizza (in arabo المِزَّة‎?, al-Mizza) è una delle sedici municipalità del governatorato di Damasco, in Siria.

## Geografia antropica
Si trova a sud-ovest del centro di Damasco, lungo l'autostrada per al-Mizza (conosciuta anche come Fāyez Manṣūr). La municipalità è composta da otto distretti: al-Jalāʾ, Ville Occidentali, Ville Orientali, al-Mizza 86, al-Mizza Vecchia, Monte al-Mizza, al-Rabwa e al-Sūmariyya.

## Società
La località è sede della Base aerea di al-Mizza, di vari edifici dell'Università di Damasco e di svariate ambasciate estere. al-Mizza rappresenta una delle aree più benestanti e laiche di Damasco; fa eccezione il distretto di al-Mizza 86, abitato da una comunità alauita e costituente un'area molto povera.